# Касандра
Вижте пояснителната страница за други значения на Касандра.
Касандра („която оплита мъже“) в древногръцката митология е дъщеря на владетелите на Троя – Приам и Хекуба.
Персонаж от поемата на Омир „Илиада“, разказваща за Троянската война. Касандра е прочута пророчица.

## Проклятието на Аполон
Въпреки, че пророчествата на Касандра са винаги безпогрешни, никой не ѝ вярва. Причината е в магията на бог Аполон, който я наказва с това, задето отхвърля задяванията му. Той едновременно ѝ дава дарба да пророкува (каквато ѝ е обещавал, ако му се отдаде) и я проклина прорицанията ѝ да бъдат отхвърляни от хората, като празни бълнувания на полу-побъркана и фантазираща си девойка. Именно така възприемат троянците нейните предсказания за падането на Троя, а когато разпознава, по време на едно състезание, в простия пастир Парис своя изгубен брат Александър, но после настоява, че той ще донесе гибел на града (и даже изявява желание да го убие) окончателно се прочува като луда псевдо-прорицателка (пък макар и много досетлива и голяма физиономистка). Така че и предупрежденията ѝ по повод на Троянския кон не са взети под внимание и благодарение на това обсадата на ахейците най-накрая се увенчава с успех.

## Касандра – в плен
В хода на погрома над превзетата Троя, Касандра отчачало е изнасилена от Малкия Аякс (Аякс Ойлей), въпреки опитите ѝ да намери убежище в храма на Атина (където такова посегателство при всички случаи се смята за светотатство). После е взета в плен от Агамемнон, царя на на Микена (и главен военен предводител на победителите-гърци) и оттогава му става робиня и го съпътства в по-нататъшните му скитания и изгнаничества (той прекарва след войната дълго време в Египет – с което изглежда е наказан от боговете).
Докато отсъства от родината си, царят е предаден от своята съпруга, Клитемнестра. Касандра, благодарение на дарбата си научава за това и предрича смъртта на Агамемнон, по причина на интригите на царицата, но и в този случай пророчеството ѝ не среща доверие. В резултат на това, Егист, любовникът на Клитемнестра и върл враг на Агамемнон (понеже той е син на Атрей, брат и враг на Тиест, бащата на Егист), урежда убийството му (според легендата, самата царица му прерязва гърлото, докато се къпе в банята на двореца). Също така и двете деца-близначета (Теледам и Пелопс), родени от връзката на Агамемнон и Касандра, губят живота си от ръцете на Егист.